# Steen Springborg
Steen Springborg (født 19. april 1954 i Aarhus, død 23. april 2021) var en dansk skuespiller, instruktør og direktør, som efter sine tidlige skuespiller-år på Det Kgl. Teater har medvirket i musicals, morskabsteater og kabaret.

## Familie
Han var søn af statsautoriseret ejendomsmægler Åge Springborg og hustru ejendomsmægler Greta Wexø. Efter et kortvarigt ægteskab med oversergent Marianne Buch Quistorff har Steen Springborg siden 1976 dannet par (og 1979-2013 været gift) med Alexandra Foss Springborg ("Sandra"), der er producer af tv-serier i DRs drama-afdeling og var direktør for modelbureauet Unique. Parret boede på Østerbro i København. Sammen fik de tre børn, deriblandt Mark Springborg.

## Teaterskuespiller
Han var uddannet fra Aarhus Teaters elevskole i 1974 og blev tilknyttet Det kongelige Teater de næste fem år. I første sæson fik han sit gennembrud i Peter Shaffers Hesteguden (med meget omtalte nøgenscener). Den følgende titelrolle som Jean de France vakte også stor opmærksomhed. Af andre roller på Nationalscenen er Cherobino i Figaros bryllup (1976).
Efter tiden på det Kgl. Teater har Steen Springborg optrådt på mange scener, i revyer (Rønne Theater), musicals og på morskabsteater.
I 1978 medvirkede han i Cafe Teatrets opførelse Rollespil og i 1979 Offer for en samler. 
Senere på Det Danske Teater i Det blir ikke med mig som Ofelia (2003) og på Folketeatret, hvor han var Lille John i Robin Hood, som Scrooge i Et juleeventyr (2005), som Max Bialystock i The Producers (2006) og i jubilæumsforestillingen Knud den Kedelige i (2007). Samme år måtte Steen Springborg på grund af stress med kort frist aflyse at spille Per Degn i Erasmus Montanus på Grønnegårds Teatret. 
I (2009) var han tilbage på Gamle Scene som advokaten i Alverdens rigdomme. På Det ny Teater har han bl.a. medvirket i disse musicals: The Phantom of the Opera (2003) og (2009), Les Misérables (2009), Wicked (2011), Annie (2011), Singing in the Rain (2012) og Love Never Dies (2012).

## Teaterinstruktør
Under ledelse af Jan Hertz og senere Martin Miehe-Renard blev Steen Springborg i 1989 og en længere årrække tilknyttet Amager Scenen som fast instruktør. Her instruerede han bl.a. Frk. Nitouche (1989), Svend, Knud og Valdemar (1991), Den kyske levemand (1992) og Bølle Bob (1997).
På Nørrebros Teater instruerede han Harry og kammertjeneren (1995) og Det Kgl. Teaters opførelse af Holbergs Den forvandlede brudgom (1995) og Pernilles korte Frøkenstand) (1996). På Det Danske Teater På rejse med tante Augusta (1994) og Judy Garland (1998).

## Kabaret og musik
Steen Springborg nåede i 1985 akkurat at medvirke i Holstebro Revyen, inden han blev  direktør for kabaret-scenen Lorry på Frederiksberg. I 1985-1988 opsatte han hér ofte selvskrevne og selv-instruerede forestillinger som Solstik (1986) og 1987, Frøken Flegmans overskæg (1986) og Rocky Lorry Picture Show. Herefter blev Lorry-bygningen overtaget af TV2.
Han instruerede og medvirkende i egne sommerkabaretter på Hotel Trouville i Hornbæk sammen med tidligere kolleger fra Kongens Nytorv som Ole Ernst i 1987: Mellem 80 og skindød og i 1988: Herfra til evigheden - og senere også med Henrik Koefoed. Sammen med Ole Ernst skabte han i 1998 en kabaret om Gustav Winckler: Skibet skal sejle i nat (aldrig opført) samt kabaret-forestillingen I Løgn & Lyst(huset) på Café Liva i 2002.  
Han og Lone Helmer opførte i 1988 julekabaretten Elvis Hansen og kone er i byen på Hotel Nørrevang i Marielyst, mens han instruerede kabaretterne ØM i trøjen & knæ i blusen (1996) og ØM i fuld swing (1998) med Østjysk Musikforsyning, begge på Hotel Pejsegården i Brædstrup. 
Han havde instrueret Nykøbing F. Revyen (1991), Holstebro Revyen (1994), Cirkusrevyen (1997) og Ørkenens Sønner. I 2013-2014 tog han sammen med bl.a. Birthe Kjær på turné for Folketeatret med kabaret-forestillingen Her i vores bus er glæde…..

## Film- og tv-skuespiller
Om Steen Springborgs karriere skriver Morten Piil i Danske filmskuespillere (Gyldendal, 2003): "På film og tv kendes Springborg i to meget forskellige udgaver. Der er unge Springborg - en uskyldigt udseende, ufærdig yngling med en antydning af noget dekadent ved sin drengeudstråling. Og der er den ældre Springborg, der har lagt adskillige kilo til sin vækst og især ses i rollen som kynisk og afstumpet materialist."

## Spillefilm
- Kun sandheden – 1975
- Per – 1975 - Bodil-nomineret, årets birolle
- Elvis Hansen - en samfundshjælper – 1988
- Den Lille Havfrue – 1989
- Drengene fra Sankt Petri – 1991
- Kærlighed ved første desperate blik – 1994
- Familien Gregersen – 2004

## Kortfilm
- Kærlighed på en bumpet vej - 1989
- Fastelavn - 2007

## Tv-spil & film
- Sæsonen slutter - 1971
- Laila Løvehjerte - 1972
- Anne Sophie Hedvig - 1975
- Louises hus - 1977
- Pigen med de grønne øjne - 1995
- Afgrunden - 2004

## Tv-serier
- En by i provinsen - 1979-1980
- Nissebanden (julekalender) - 1984
- Café - en time - 1984
- Den forunderlige ø - 1984
- Alle elsker Debbie - 1988
- Station 13 - 1988
- To af en slags - 1989 - instruktør
- Pas på mor - 1999
- Alletiders jul (julekalender) - 1994
- Strisser på Samsø - 1997
- Pas på mor - 1999
- Rejseholdet - 2001
- Edderkoppen 2000
- Nikolaj og Julie - 2003

## Hørespil
- Golgatha 75 - 1972
- Candide eller Pessimismen - 1974
- Passageren - 1979
- Barselsstuen - 1984

## Musikudgivelser
- Roserne bryder ud - 1981 (Erik Knudsens digte til musik af Anne Linnet, med Henrik Koefoed, Ann-Mari Max Hansen m.fl.)
- Under vejr med mig selv - 1981 (Tekster fra Klaus Rifbjergs digtsamling, m. Claus Wolter, Leif Roden, Jeppe Reipurth m.fl.)
- Elvis Hansen - 1988 ((m. Michael Bundesen, Michael Hardinger og Peter Thorup)

## Dansk indtaling
- Fragglerne
- Shrek
- Skatteplaneten
- Sandtrolden
- 102 dalmatinere
- Alice i eventyrland
- Den lille havfrue
- Big Hero 6